# فرانكي نيل
فرانكي نيل (بالإنجليزية: Frankie Neil)‏ (1 يوليو 1883 بسان فرانسيسكو في الولايات المتحدة - 6 مارس 1970) هو ملاكم أمريكي، صنّف ضمن فئة وزن البانتام ‏.

## إحصائيات
خاض خلال مسيرته 47 نزالا، فاز في 23 وتعادل في 5 وخسر في 19. فاز بالضربة القاضية في 17 نزالا.

## روابط خارجية
- فرانكي نيل على موقع بوكس ريك (الإنجليزية) (registration required)